# Шмелёв, Геннадий Андреевич
Геннадий Андреевич Шмелёв (1938 — неизвестно) — советский хоккеист, нападающий.

## Биография
Начинал играть в сезоне 1958/59 новосибирских командах «Буревестник» и «Динамо», где провёл два и четыре сезона соответственно. Пропустив сезон 1962/63, шесть лет отыграл в «Сибири». Сезон 1969/70 провёл в команде второй группы класса «А» «Шахтёр» Прокопьевск, после чего завершил карьеру.
Работал тренером в «Сибири» в 1971—1973 годах.